# Elita morderców
Elita Morderców (oryg. Murder Elite) – brytyjski horror z 1985 roku w reżyserii Claude'a Whathama.

## Opis
Seria dziwnych morderstw zakłóca spokój mieszkańców angielskiej prowincji. Na jednej z farm zamieszkują dwie siostry - Diane Baker (Ali MacGraw) owładnięta obsesją powrotu do wielkomiejskiego życia i Margaret (Billie Whitelaw), z zadowoleniem przyjmująca trudy prowadzenia stadniny koni. Diane pogardza życiem na farmie, ale przepuściła swoją część spadku po ojcu i musi się zdawać na łaskę starszej siostry, dopóki nie okazało się, że farmę można bardzo korzystnie sprzedać. Margaret jednak nie zamierza zrezygnować ze swojego dotychczasowego życia, więc Diane obmyśla szatański plan pozbycia się siostry, wykorzystując informacje o okolicznych morderstwach. I nawet nie przypuszcza, jak szybko jej mroczne plany znajdą odzwierciedlenie w przerażającej rzeczywistości.

## Obsada
- Don Henderson - Sierżant Jessop
- Ali MacGraw - Diane Baker
- Billie Whitelaw - Margaret Baker
- Hywel Bennett - Jimmy Fowler
- Garfield Morgan - Inspektor Moss

i inni